# Modernizm w ZSRR
Modernizm w architekturze Rosji i ZSRR miał krótką, ale bardzo owocną fazę gwałtownego rozwoju od rewolucji do początku lat 30. XX w., później został państwowym nakazem na długo wyparty przez socrealizm.
Nowoczesne budownictwo rozwijało się w Rosji już od końca XIX wieku dzięki doświadczeniom sztuki inżynierskiej, związanemu z budową kolei czy górnictwem. Powstające wtedy mosty o wielkich rozpiętościach czy nieco później rusztowe maszty radiowe nie aspirowały wówczas do miana architektury, lecz dały solidne podstawy pod jej rozwój.
Klimat polityczny bezpośrednio po rewolucji sprzyjał wszelkim radykalnym działaniom, także w architekturze. Szczególnie rozwinął się w Rosji Radzieckiej konstruktywizm (głównie w pracach Władimira Tatlina), utożsamiający możliwości techniczne z wizją szczęśliwego społeczeństwa. Projekt pomnika III Międzynarodówki Tatlina przewidywał spiralną wieżę wysokości ponad 400 m, w którą wplecione były pomieszczenia użytkowe w kształcie brył elementarnych. Bibliotekę im. Lenina w projekcie Leonidowa w postaci zawieszonych w przestrzeni linerarnych form przypominających układ współrzędnych interpretować można jako środek wszechświata. Radykalne projekty w wielkiej skali długo pozostawały w sferze utopii, lecz nadejście Nowej Polityki Ekonomicznej dawało możliwość realizacji wielu projektów. Sztuka i architektura radziecka inspirowały na początku lat 20. kraje zachodu w takim stopniu, że zwolenników modernizmu określano tam nierzadko pogardliwie mianem bolszewików. Organizowane na przełomie lat 20. i 30. konkursy architektoniczne na budynki rządowe, teatry czy całe nowe dzielnice przyciągały architektów z całej Europy. W 1930 grupa architektów niemieckich, skonfliktowanych z konserwatywnymi władzami, przybyła do ZSRR, aby tam kontynuować działalność. Byli wśród nich Ernst May i Mart Stam, projektujący miasto górnicze Magnitogorsk.
Zwycięstwo konserwatysty Borysa Jofana w konkursie na Pałac Rad w 1932 oznaczało gwałtowną zmianę kierunku i sygnał, że modernistyczna architektura nie ma poparcia władz. Niezrozumienie nowych pozbawionych ornamentu form w społeczeństwie powodowało, że były one propagandowo nieprzydatne. Aż po połowę lat 50. panował w ZSRR styl socrealistyczny.
Dopiero od lat 60. XX w. modernizm odrodził się w ZSRR, lecz nie przyniósł wielu znaczących dla rozwoju architektury światowej dzieł.

## Wybrane przykłady modernizmu w Rosji i ZSRR
(lista chronologiczna)
- Dom własny Mielnikowa w Moskwie, 1927–1929 – budynek w formie dwóch przenikających się walców – pełnego z dwukondygnacyjnym oknem, mieszczącego wejście, kuchnię i salon oraz zbudowanego z ażurowej konstrukcji ceglanej, mieszczącego sypialnię i pracownię. Taras rekreacyjny na dachu płaskim[1].
- Parking Inturistu w Moskwie, Konstantin Mielnikow, 1929
- Budynek mieszkalny Narkomfin w Moskwie, Moisiej Ginzburg i I. Milinis, 1929–1930 – budynek dla pracowników Narodowego Komisariatu Finansów jest to pierwszy awangardowy, modernistyczny blok mieszkalny o wysokim standardzie, wyposażony w dwupoziomowe i dwustronne mieszkania oraz taras widokowy na dachu w ZSRR. Budynek odwiedził sam Le Corbusier. Po latach dewastacji został wyremontowany przez Aleksieja Ginzburga, wnuka architekta w 2020. Budynek unosi się nad ziemią w powietrzu na słupach (pilotis), duża ilość przestrzeni wspólnych takich jak biblioteka i sala gimnastyczna[2], okna wstęgowe w całym budynku, długość 85 m[3].
- Biurowiec Centrosojuzu w Moskwie (ob. Federalny Urząd Statystyczny Rosji), Le Corbusier, 1929–1934 – a właściwie wielofunkcyjny budynek centralny federacji spółdzielców z biurami, salą widokową, bankiem, pomieszczeniami wystawowymi, salkami seminaryjnymi i częścią sportową, zbudowany jako wynik konkursu. Bryła Centrosojuzu została zestawiona z geometrycznych form. Efekt architektoniczny został oparty na prowadzeniu komunikacji we wnętrzu (rampy piesze) i skontrastowaniu szklanej i kamiennej fasady. Po raz pierwszy w historii została zastosowana na taką skalę dwuwarstwowa szklana elewacja ze zintegrowaną wentylacją.

## Modernizm i brutalizm w 2. połowie XX wieku
Po 1955 roku nastąpił powrót do architektury funkcjonalnej i otwarcie się na nowe kierunki w architekturze. Przykładem nowego typu budownictwa jest wieża telewizyjna Ostankino (1960–1967), obecnie najwyższa budowla w Europie i czwarta najwyższa na świecie. Konstrukcja wieży wzorowana na kwiecie odwróconej lili jest z założenia prosta, oszczędna, surowa, i spełnia trzy podstawowe funkcje: telekomunikacyjną, meteorologiczną i obserwacyjną. W 1961 roku zakończono budowę moskiewskiego Gwiezdnego Miasteczka razem z Centrum Wyszkolenia Kosmonautów im. J. Gagarina. Do ważnych obiektów należy wieżowiec – gmach RWPG w Moskwie (obecnie siedziba mera) architekta Michaiła Posochina. Soliter ten wybudowany został w 1969 roku planie trójskrzydłowej gwiazdy z pionem komunikacyjnym w centrum. Do ważnych realizacji należy rozbudowa Teatru Dramatyczno-Muzycznego Na Tagance w Moskwie (arch. A. Anisimow, Jurij Gniedowskij, B. Tarancew, 1974-ok. 1980). Interesującymi budowlami są ponadto Cyrk Państwowy w Kazaniu (1967) i hotel Tarelka w Dombaju na Kaukazie (1969), silnie kontrastujące z otaczającym je środowiskiem.
Rozpoczęta w latach 30. budowa socjalistycznych osiedli mieszkaniowych, przerwana w znacznej mierze w trakcie II wojny światowej, była wznowiona w latach 50. i trwała do końca lat 80. XX wieku. Do bardziej znanych projektów należy moskiewskie osiedle Matwiejewskoje z „Domem Pierścieniem” (1967–1973).
Brutalizm pojawił się w architekturze radzieckiej w okresie od końca lat 60. do lat 80. XX wieku pod wpływem architektów zachodnich, takich jak np. Le Corbusier. Projekty rosyjskie charakteryzowały się niekiedy wpływami konstruktywizmu, np. Hotel Ruś w Leningradzie (1980–1988) został zaprojektowany z wykorzystaniem planów Josifa Wachsa z lat 1930–1933. Do najważniejszych projektów lat 70. i 80. XX wieku należą: Dom Lotników na ulicy Biegowej w Moskwie (1970–1978), Instytut Badawczy „Argon” będący najdłuższym, mierzącym 735 metrów długości budynkiem w Moskwie (zwany potocznie „Murem”, lata 70. XX wieku), Rosyjskie Naukowe Centrum Onkologiczne w Moskwie (1972–1979), Archiwum Marynarki Wojennej w Leningradzie (1975–2006), „Dom-Okręt” na Bolszoj Tułskiej w Moskwie (1976–1986), Centrum Prasowe Olimpiady z 1980 roku (1976–1979), niedokończony Szpital Chorwinski „Umbrella” w Moskwie (1980), korpus „Drużba” w sanatorium „Kurpaty” w Jałcie (1985), Okręgowy Teatr Dramatyczny im. F. Dostojewskiego w Nowogrodzie (1987), Spółdzielnia Garażowa „Wasileostrowiec” w Leningradzie (1986), Wielka Hala Koncertowa Krasnojarskiej Filharmonii Krajowej (1979–1984) oraz Instytut Chemii Organicznej Rosyjskiej Akademii Nauk w kształcie łańcucha DNA (1984).

## Główni przedstawiciele modernizmu w Rosji i ZSRR
| - Mojsej Ginsburg - Iwan Leonidow - El Lissitzky - Konstantin Mielnikow - Michaił Posochin - Aleksiej Szczusiew | - Władimir Tatlin - Borys Wielikowski - Aleksander Wiesnin - Leonid Wiesnin - Wiktor Wiesnin |